# Seznam ameriških violončelistov
Seznam ameriških violončelistov.

## A
- Muhal Richard Abrams

## B
- Zuill Bailey
- Seymour Barab
- Matt Brubeck

## C
- Jenny Choi
- Leah Coloff
- Tom Cora
- Melora Creager

## F
- Eugene Friesen

## H
- Melissa Hasin
- Tristan Honsinger

## K
- Fred Katz
- Paul Katz
- Raymond Kelley
- Hans Kindler
- Ralph Kirshbaum
- Joel Krosnick
- Joe Kwon

## L
- Ana Lenchantin
- Fred Lonberg-Holm

## M
- Yo-Yo Ma
- Charlotte Moorman
- Lorne Munroe

## N
- Steven Sharp Nelson

## R
- Hank Roberts
- Sharon Robinson
- Leonard Rose
- Arthur Russell

## S
- János Starker

## U
- Frances-Marie Uitti

## W
- Alfred Wallenstein
- Alisa Weilerstein